# Automotrice FCU ALn 776
Le automotrici ALn 776 sono una serie di rotabili ferroviari leggeri a trazione diesel, costruiti a cavallo tra gli anni ottanta e gli anni novanta per la Ferrovia Centrale Umbra (FCU); alcune unità sono state in seguito noleggiate o vendute ad altre imprese ferroviarie.

## Caratteristiche

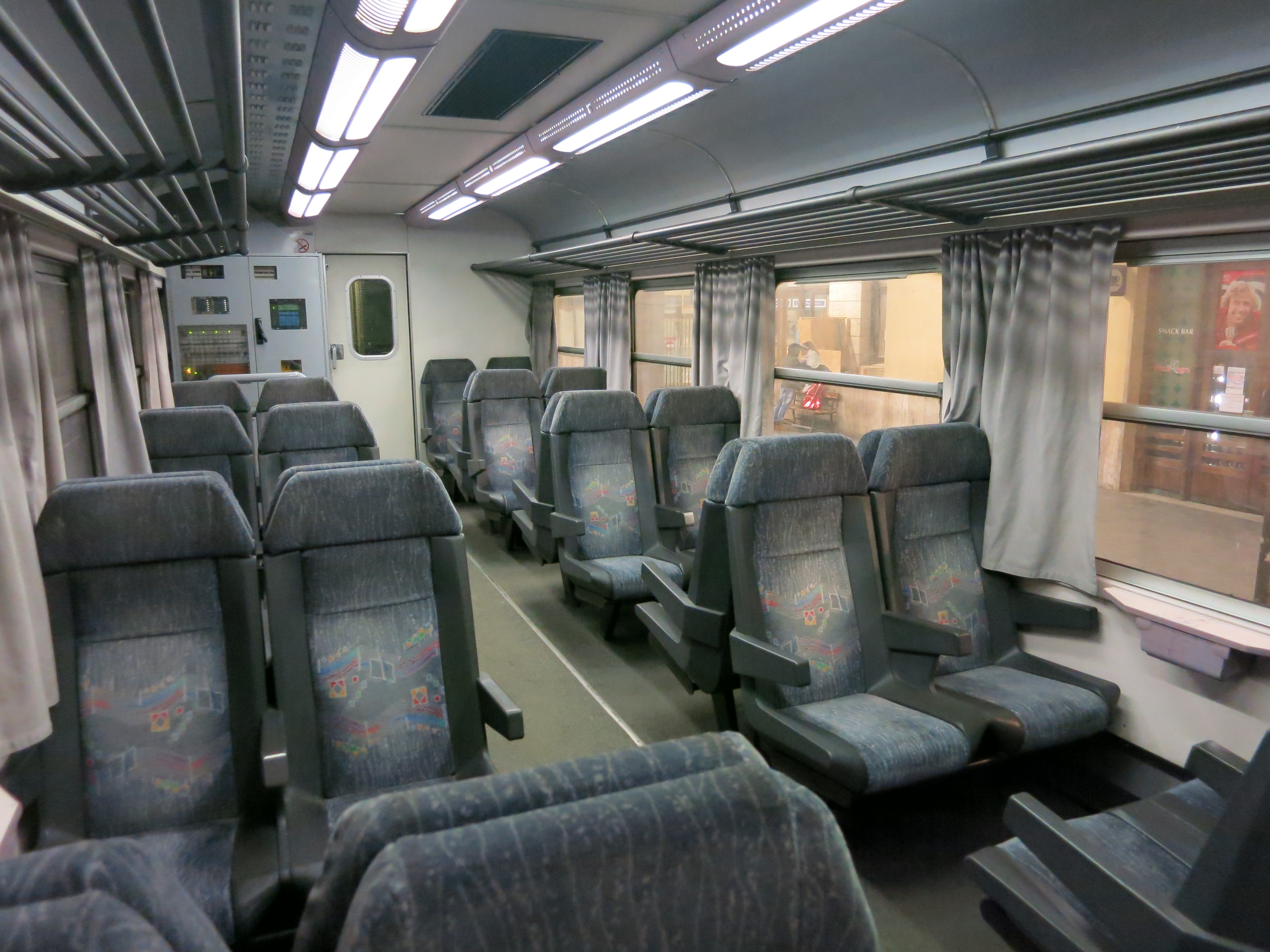
Interno

Le ALn 776 sono la versione potenziata e velocizzata delle automotrici ALn 663 costruite dalla Fiat Ferroviaria di Savigliano in gran numero per le Ferrovie dello Stato: di esse infatti ricalcano in gran parte la struttura e la meccanica. La variante monocabina di guida è in grado di circolare accoppiata in permanenza con altra automotrice. Queste automotrici prestano servizio principalmente sulla Terni-Rieti-L'Aquila, sulla Terni-Perugia e su altre linee secondarie umbre ed abruzzesi.

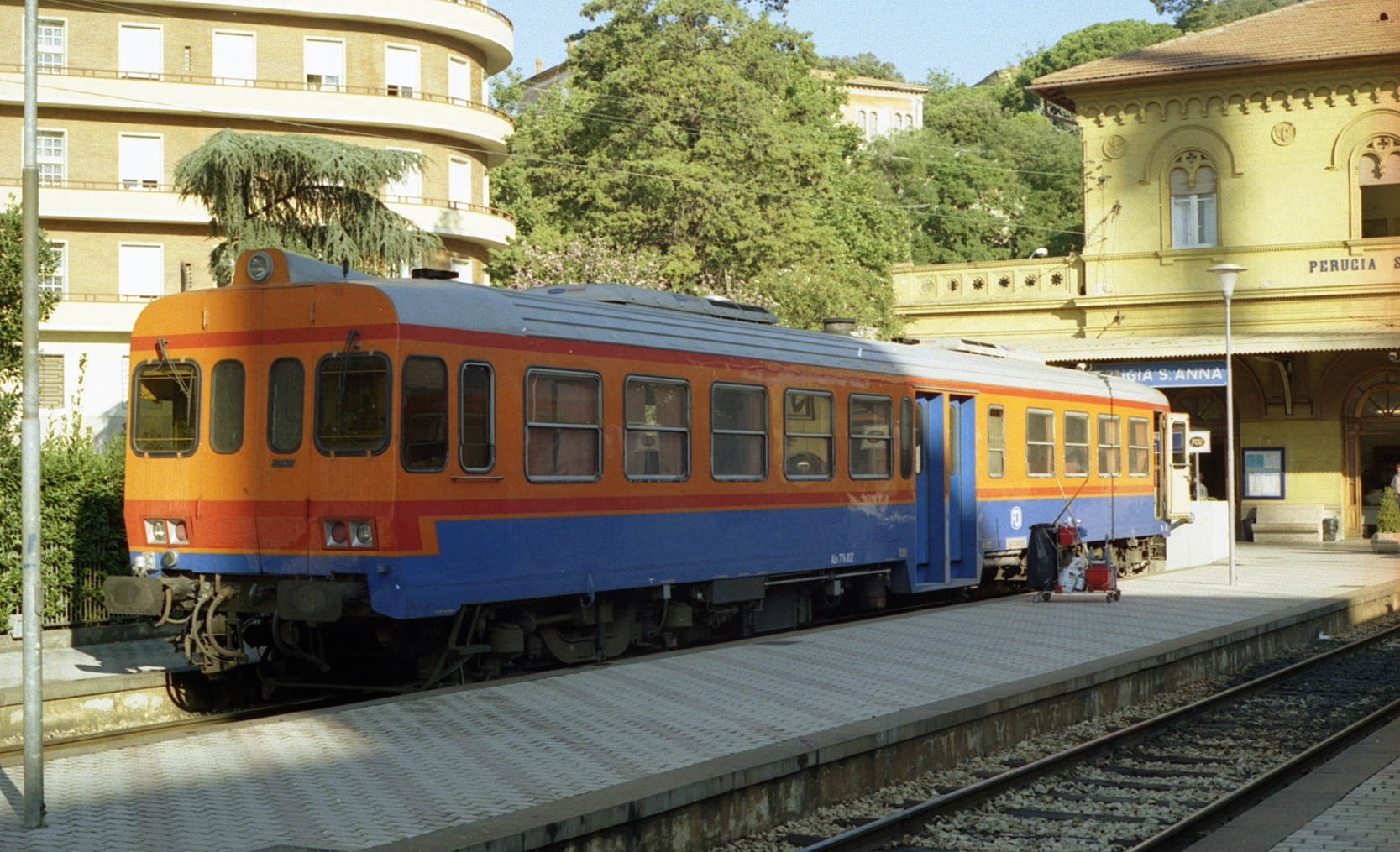
ALn 776 di FCU in sosta nella stazione di Perugia Sant'Anna, nella livrea Alta Visibilità applicata a partire dal 2004

Il quantitativo effettivo delle automotrici costruite ammonta a cinquanta unità: ventiquattro monocabina (ALn 776 M.01 - M.24) e ventisei bicabina (ALn 776 B.51 - B.76), a loro volta possono essere suddivise, entrambe le versioni, in due sottogruppi definiti di prima e di seconda serie, la prima avente imperiale liscio, la seconda con imperiale cannellato. La prima serie raccoglie le unità che vanno da M.01 a M.08 e B.51 a B.56 (costruite negli stabilimenti di Fiat Ferroviaria di Savigliano), mentre la seconda quelle da M.09 a M.24 e B.57 a B.76 (costruite negli stabilimenti dello stesso costruttore ma a Colleferro). A livello tecnico le automotrici della prima serie sono accoppiabili sino a tre unità in comando multiplo, mentre quelle della seconda possono arrivare a cinque: questo deriva dal fatto che i dispositivi che permettono il comando multiplo delle macchine sono differenti tra le serie. Altri elementi che differenziano le serie sono il tachimetro (analogico nella prima serie, digitale nella seconda) ed il rubinetto del freno di diverso tipo.
Le automotrici monocabina hanno un solo banco di guida e viaggiano pertanto sempre accoppiate retro a retro oppure accoppiate all'estremità opposta alla cabina di guida a una automotrice bicabina della serie B.51-76.
A seguito della certificazione per l'utilizzo sulla rete di RFI, FCU ha cambiato marcatura ai rotabili: le cinquanta automotrici ora hanno marcatura ALn 776 FC. Quindi l'automotrice ALn 776 M.01 è diventata ALn 776 001 FC.

## Unità in servizio
Le ALn 776 sono state costruite in numero complessivo di cinquanta unità delle due serie (24 + 26):
- quarantacinque di proprietà delle FCU, di cui:
  - quaranta in servizio sulla linea sociale Terni-Sansepolcro e sulla linea Terni-Rieti-L'Aquila;
  - cinque date a noleggio alla Seatrain, che ne ha riallestito gli interni per l'effettuazione del servizio Roma Express Civitavecchia-Roma;[4]
- cinque sono di proprietà FAS, in servizio sulla Sangritana.

Queste ultime cinque unità erano di proprietà della FCU. Nel periodo in cui era in Gestione commissariale governativa, vennero cedute dal Ministero dei Trasporti alla FAS, anch'essa in Gestione commissariale governativa, che si trovò a corto di materiale rotabile per l'esercizio. Nel momento in cui le due ferrovie sono passate ad amministrazioni locali (Regione Abruzzo per la FAS, Regione Umbria per la FCU) non si è fatto altro che assorbire in inventario il materiale in servizio sino a quel momento. La FCU ha stipulato un contratto con la quale si impegna a fare manutenzione alle suddette automotrici.
A partire dal dicembre 2008 questi rotabili hanno espletato servizi tra Rieti e Roma percorrendo un tratto di Direttissima alla massima velocità di progetto (150 km/h), costituendo gli unici treni a trazione diesel che percorrevano la linea, ma sostituiti nel 2023 dai nuovi treni Hitachi Blues.

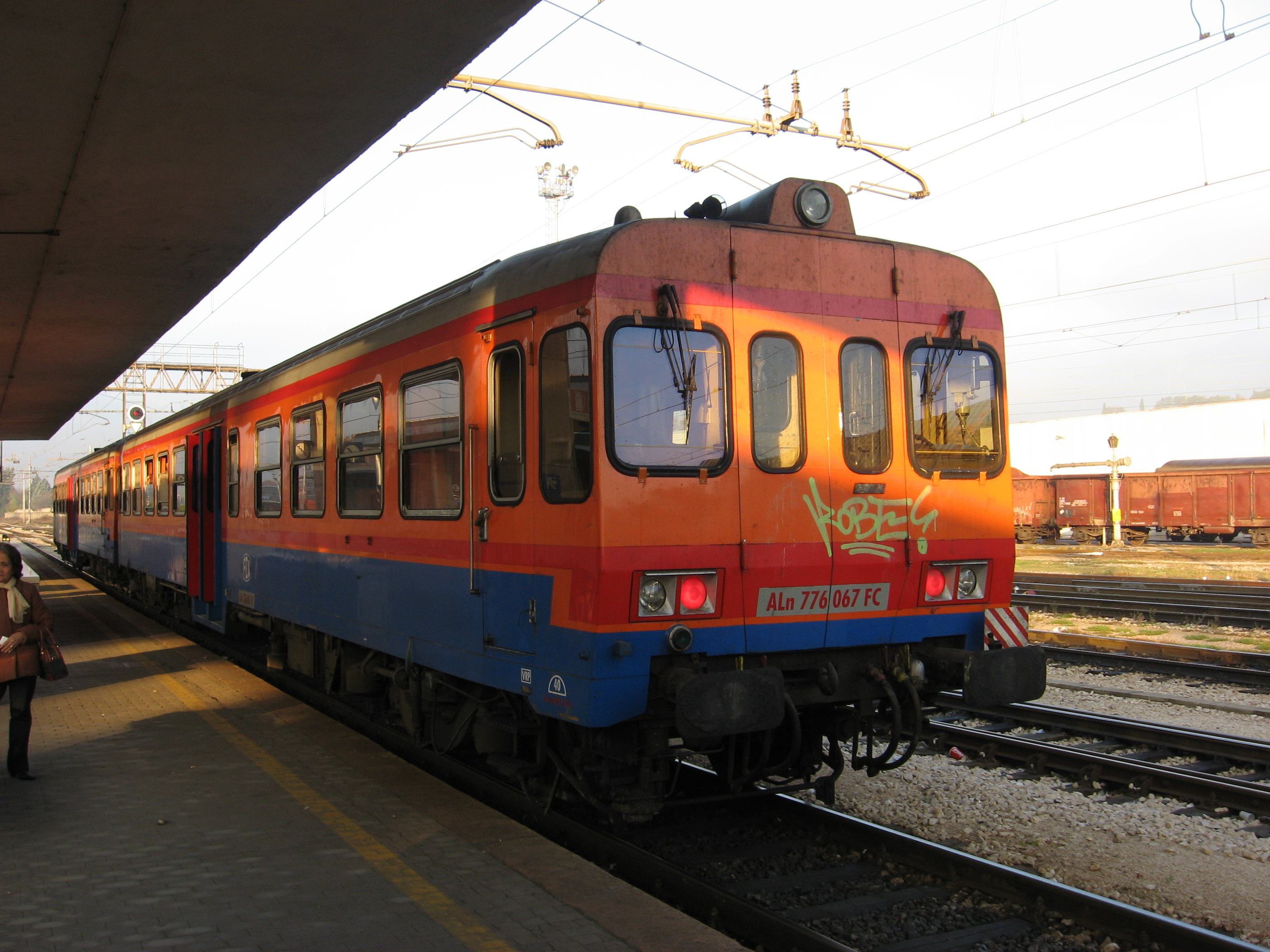
Una ALn 776 alla stazione di Terni in livrea alta visibilità

Le ALn 776 immatricolate presso la FCU hanno ricevuto uno schema di coloritura differente: venticinque hanno la livrea FCU tipo 2, mentre le altre quindici hanno la livrea FCU Perugino.